# Anthanassa dracaena
Anthanassa dracaena är en fjärilsart som beskrevs av Felder 1867. Anthanassa dracaena ingår i släktet Anthanassa och familjen praktfjärilar. Inga underarter finns listade i Catalogue of Life.